# Canirallus oculeus
Il rallo golagrigia (Canirallus oculeus Hartlaub, 1855), unica specie del genere Canirallus Bonaparte, 1856, è un uccello della famiglia dei Rallidi, originario dell'Africa occidentale e centrale.

## Descrizione
Il rallo di bosco golagrigia misura circa 32 cm di lunghezza. Il piumaggio bruno-oliva presenta sulle copritrici delle ali alcune grosse macchie bianche tondeggianti, e strisce bianche sulle remiganti secondarie e primarie.

## Distribuzione e habitat
L'areale del rallo di bosco golagrigia si estende dalla Sierra Leone alla Repubblica Democratica del Congo. Vive lungo i fiumi e i torrenti che scorrono attraverso la foresta pluviale, e sembra prediligere le zone di foresta inondata, piuttosto che le acque aperte.

## Biologia
Il rallo di bosco golagrigia è un uccello sedentario e gli studiosi non hanno registrato alcuno spostamento degno di nota. Nidifica durante la stagione delle piogge, ma non sappiamo granché delle sue abitudini e della sua struttura sociale.

### Alimentazione
La dieta del rallo di bosco golagrigia comprende insetti (come formiche, Coleotteri, bruchi e altre larve), chiocciole, limacce, piccoli granchi e millepiedi.

### Riproduzione
Gli studiosi hanno avuto modo di osservare solo tre nidi di questo animale: due erano costituiti da una struttura fatta di foglie di piante erbacee posta su un tronco circondato da suolo paludoso, l'altro era posto sul terreno, tra le radici di un albero nei pressi di un torrente.